# Gobiosoma hemigymnum
Gobiosoma hemigymnum és una espècie de peix de la família dels gòbids i de l'ordre dels perciformes.

## Morfologia
Els mascles poden assolir els 3,6 cm de longitud total.

## Distribució geogràfica
Es troba a les Índies Occidentals.